# 2217 Eltigen
2217 Eltigen је астероид главног астероидног појаса са пречником од приближно 26,10 .
Афел астероида је на удаљености од 3,665 астрономских јединица (АЈ) од Сунца, а перихел на 2,656 АЈ.
Ексцентрицитет орбите износи 0,159, инклинација (нагиб) орбите у односу на раван еклиптике 2,244 степени, а орбитални период износи 2052,845 дана (5,620 година).
Апсолутна магнитуда астероида је 10,80 а геометријски албедо 0,124.
Астероид је откривен 26. септембра 1971. године.